# GDP-glucosio:cellulosa glucosiltransferasi
La cellulosa sintasi (forma GDP) è un enzima appartenente alla classe delle transferasi, che catalizza la seguente reazione:
GDP-glucosio + (1,4-β-D-glucosil)n ⇄ GDP + (1,4-β-D-glucosil)n+1
Questo enzima è coinvolto nella sintesi della cellulosa. Un enzima simile, la cellulosa sintasi UDP-dipendente (numero EC 2.4.1.12), utilizza UDP-glucosio.